# نوودی (لریک)
نوودی (به لاتین: Nüvədi) یک منطقه مسکونی در جمهوری آذربایجان است که در شهرستان لریک واقع شده است.

## جمعیت
نوودی ۳۸۴ نفر جمعیت دارد.

## ریشه واژه
نو در زبان تالشی همانند زبان فارسی به‌معنی نو و تازه است و دی همان ده یا روستا است و معنای نوودی می‌شود روستای نو یا تازه.